# 시쿠

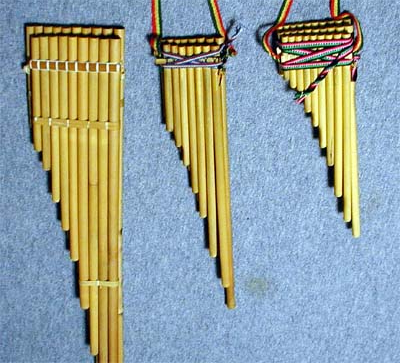

시쿠(아이마라어: Siku) 또는 삼포냐(스페인어: Zampoña)는 남아메리카의 안데스산맥 지역 전통의 팬파이프 형식 악기이다.

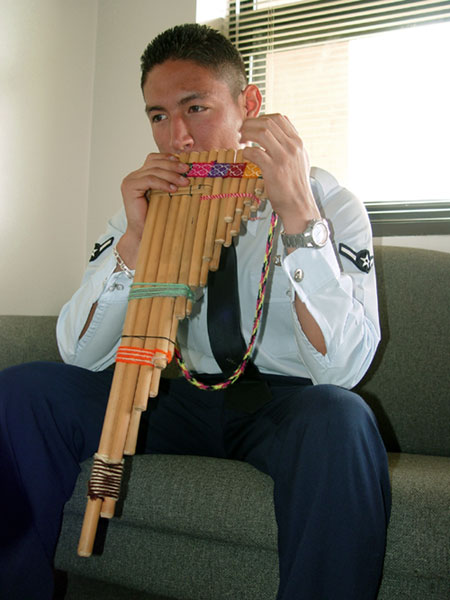

## 같이 보기
- 폴클로레